# Gorno Palcsiste
Gorno Palcsiste (macedónul: Горно Палчиште, albánul Pallçishti i Epërm) település Észak-Macedóniában, a Pologi körzet Bogovinyei járásában.

## Népesség
| Lakosok száma | 541  | 593  | 695  | 861  | 1090 | 17   | 1166 | 1356 | 1127 |
|               | 1948 | 1953 | 1961 | 1971 | 1981 | 1991 | 1994 | 2002 | 2021 |

2002-ben 1 356 lakosa volt, akik közül 1 339 albán, 1 macedón, 16 egyéb.